# Ternyck Needle
Ternyck Needle är en bergstopp i Antarktis. Den ligger i Sydshetlandsöarna. Argentina, Chile och Storbritannien gör anspråk på området. Toppen på Ternyck Needle är 365 meter över havet, eller 246 meter över den omgivande terrängen. Bredden vid basen är 9,0 km.
Terrängen runt Ternyck Needle är huvudsakligen kuperad, men österut är den platt. Havet är nära Ternyck Needle västerut. Trakten är glest befolkad. Närmaste befolkade plats är Commandante Ferraz Station, 7,0 kilometer väster om Ternyck Needle. 